# Реакция Виттига
Реакция Виттига — химическая реакция альдегидов или кетонов с илидами фосфора (которые иногда называют «реагентами Виттига»), которая приводит к образованию алкенов или алленов и оксида трифенилфосфина.
Реакция была открыта в 1954 году Георгом Виттигом. За открытие этой реакции он был награждён Нобелевской премией в области химии в 1979 году.
Реакции Виттига широко используется в органическом синтезе для получения алкенов.
Реакцию Виттига не следует путать с перегруппировкой Виттига.

## Механизм реакции

### Классический механизм
При нуклеофильном присоединении илида 1 к карбонильному соединению образуется бетаин 3, который вследствие свободного вращения вокруг связи С-С может переходить в конформер 4. Последний способен быстро и обратимо изомеризоваться, образуя четырехчленный оксафосфетановый цикл (соединение 5). Элиминирование оксида трифенилфосфина 6 приводит к образованию Z-изомера целевого алкена 7.
Изомеризация бетаина 4 в оксафосфетан 5 является лимитирующей стадией реакции. Скорость реакции нуклеофильного присоединения илида к карбонильному соединению сильно зависит от природы илида. В случае незамещенного илида (R1 = H) присоединение проходит относительно быстро с подавляющим большинством альдегидов и кетонов. Однако в случае «стабилизированных реагентов Виттига» (R1 = электроноакцепторная группа) скорость нуклеофильного присоединения значительно снижается, что приводит к уменьшению скорости реакции в целом. Также возрастает количество побочного продукта в виде E-изомера алкена. Кроме этого, «стабилизированные реагенты Виттига» практически не взаимодействуют со стерически затрудненными альдегидами и кетонами. 
Стадия элиминирования с образованием продукта протекает из интермедиата, а не устойчивого выделяемого соединения. Этот интермедиат образуется в реакции in situ и самопроизвольно разлагается. Следовательно, реакция Виттига является еще одной реакцией олефинирования, но, в отличие от реакции Жулия или реакции Петерсона, протекает в одну стадию, и поэтому намного более распространена.  
Простейший пример реакции: Ph3PCH2 (Метилентрифенилфосфоран) смешивают с  CH3CHO (ацетальдегид):   
{\displaystyle {\ce {Ph3P-CH2 + CH3CHO -> CH3CH=CH2 + Ph3P=O}}}
В результате реакции получается пропен и оксид трифенилфосфина

## Реагенты Виттига

### Получение илидов фосфора
Реагенты Виттига обычно получают из соответствующих солей фосфония, которые в свою очередь образуются в результате реакции трифенилфосфина с алкилгалогенидами. Триалкилфосфониевая соль депротонируется сильными основаниями, такими как н-бутиллитий:
[Ph3P+CH2R]X− + C4H9Li → Ph3P=CHR + LiX + C4H10